# DEGIRO
DEGIRO is een Europese broker gevestigd in Nederland. Het bedrijf is eigendom van flatexDEGIRO.

## Geschiedenis
In 2009 werd DEGIRO opgericht door vijf voormalige werknemers van BinckBank; aanvankelijk alleen als institutionele broker voor professionele partijen. In 2013 werd de dienstverlening uitgebreid naar particuliere beleggers in Nederland. In 2014 en 2015 kwam DEGIRO ook naar andere Europese landen.
In 2019 begon Flatex met de overname van DEGIRO. In 2020 werd de overname goedgekeurd door De Nederlandsche Bank. DEGIRO werd overgenomen voor €250 miljoen, waarvan €60 miljoen in contanten en het overige deel in aandelen van Flatex. In 2021 werden de twee bedrijven samengevoegd tot flatexDEGIRO.